# Чандлер (Аризона)
Чандлер (енгл. Chandler) град је у америчкој савезној држави Аризона. По попису становништва из 2010. у њему је живело 236.123 становника. По попису из 2007. године има 247.097 становника. Град је прави пример урбаног ширења јер је 1980. године имао само 30.000 становника.

## Географија
Чандлер се налази на надморској висини од 370 m.

## Демографија
Према попису становништва из 2010. у граду је живело 236.123 становника, што је 59.542 (33,7%) становника више него 2000. године.
|                   | 2010.            | 2000.            |
| Укупно            | 236 123 (100,0%) | 176 581 (100,0%) |
| Белци             | 145 724 (61,72%) | 121 168 (68,62%) |
| Хиспаноамериканци | 51 808 (21,94%)  | 37 059 (20,99%)  |
| Азијати           | 19 401 (8,216%)  | 7 453 (4,221%)   |
| Афроамериканци    | 11 276 (4,775%)  | 6 151 (3,483%)   |
| Остали            | 7 914 (3,352%)   | 4 750 (2,690%)   |

## Партнерски градови
- Тајнан